# Ocellularia carnea
Ocellularia carnea är en lavart som först beskrevs av John Wiegand Eckfeldt och som fick sitt nu gällande namn av Alexander Zahlbruckner 1923. 
Ocellularia carnea ingår i släktet Ocellularia och familjen Thelotremataceae. Inga underarter finns listade i Catalogue of Life.